# Nissan AZEAL
Der Nissan AZEAL ist ein Konzeptfahrzeug von Nissan, das der Öffentlichkeit erstmals auf der North American International Auto Show 2005 vorgestellt wurde. Es ist ein Sportcoupé, das auf junge Käufer zielt. Der AZEAL hat trendiges Zubehör, wie zum Beispiel ein eingebautes Mobiltelefon oder einen MP3-Spieler. Ziel der Studie ist, Begeisterung für seinen Charakter und sein aggressives Styling zu wecken und bei den Käufern den Wunsch zu wecken, einen Nissan zu kaufen. Der Wagen wurde von Ken Lee und David Wong gezeichnet und war der erste Nissan, der aus dem neuen Designcenter in Farmington Hills (Michigan) kam.
Der AZEAL hat einen aufgeladenen 2,5-l-Vierzylinder-Reihenmotor, ein manuelles Sechsganggetriebe und ein Differenzial mit begrenztem Schlupf. Er besitzt Frontantrieb. Weitere Informationen über diesen Wagen wurden von Nissan bisher nicht veröffentlicht. Außen ist der Wagen mit 19″-Aluminiumfelgen, doppelten Auspuffrohren, Seitenschwellern und einem Spoiler aus Glasdachteilen, wie sie beim Maxima oder beim Quest verwendet werden, ausgestattet. Viele Details der Außenausstattung wurden beim Sentra, Modell 2007, in die Serienfertigung übernommen.

## Quelle
- Nissan Connexion (englisch)